# Avoxa
Die Avoxa – Mediengruppe Deutscher Apotheker GmbH ist ein im Juli 2016 durch die Verschmelzung der Werbe- und Vertriebsgesellschaft Deutscher Apotheker mbH mit der Govi-Verlag Pharmazeutischer Verlag GmbH sowie Teilen der Verwaltungsgesellschaft Deutscher Apotheker mbH entstandenes Medienunternehmen mit Sitz in Eschborn bei Frankfurt und hat über 200 Mitarbeiter. Die Gesellschaft ist ein Tochterunternehmen der ABDA – Bundesvereinigung Deutscher Apothekerverbände in Berlin. Neben dem Standort in Eschborn gibt es Redaktionsbüros in Berlin, Hamburg und München. Avoxa hält 50 Prozent der Anteile am Online-Portal für Pharmazeuten Pharma4u GmbH, das seinen Sitz ebenfalls in Eschborn und München hat. Zum 1. März 2017 wurde die Ravati Seminare GmbH in die Avoxa – Mediengruppe Deutscher Apotheker GmbH integriert. Das Augsburger Unternehmen hat sich auf Apotheker-Seminare, vor allem aber auf die Durchführung von Repetitorien für angehende Pharmazeuten an mehreren deutschlandweiten Standorten spezialisiert. Ebenfalls 2017 wurde die Netzgesellschaft Deutscher Apotheker mbH als Tochter der Avoxa gegründet. Zu ihren Aufgaben gehört beispielsweise die Einrichtung des Apothekenservers für das Projekt securpharm im Rahmen der EU Initiative gegen Medikamentenfälschungen und die Umsetzung gesicherter Identifizierungsverfahren gemeinsam mit den Marktpartnern.

## Produkte
Das Produktportfolio umfasst pharmazeutische Daten und EDV-Dienstleistungen, Messen und Kongresse, Fach- und Publikumsmedien, Online-Medien und Buchprojekte sowie Programme zur Förderung des Qualitätsmanagements und digitale Dienste. Hierzu gehören unter anderem die Pharmazeutische Zeitung, PTA Forum, die Zeitschrift Pharmakon – Arzneimittel in Wissenschaft und Praxis, Die Pharmazie und die Apothekenkundenzeitschrift Neue Apotheken Illustrierte Ebenfalls im Verlagsprogramm sind die pharmazeutischen Standardwerke Deutscher Arzneimittel-Codex und Neues Rezeptur-Formularium (DAC/NRF) sowie das zweibändige Standardwerk zur Pharmaziegeschichte Geschichte der Pharmazie von Rudolf Schmitz. Im Bereich Messen und Kongresse veranstaltet Avoxa die nur für Fachbesucher zugelassene internationale pharmazeutische Fachmesse expopharm die vom Ausstellungs- und Messe-Ausschuss geprüft wird. Im Auftrag der Bundesapothekerkammer richtet Avoxa die zweimal im Jahr stattfindenden Internationalen pharmazeutischen Fortbildungswochen pharmacon aus. Im Bereich ABDATA werden alle verfügbaren pharmazeutischen und ökonomisch-pharmazeutischen Arzneimitteldaten ausgewertet. Die relevanten Informationen werden strukturiert in Datensätzen für Fachkreise gesammelt.